# 矢口アサミ
矢口 アサミ （やぐち アサミ、7月31日 - ）は、日本の女性声優。埼玉県出身。ケンユウオフィス所属。

## 略歴
幼い頃は病弱で幼稚園、小学校を休んでいた。幼稚園を休んでいた時に見ていたNHK教育テレビの『おかあさんといっしょ』の人形劇『にこにこぷん』に登場するぽろり・カジリアッチIII世が初恋であり、『にこにこぷん』のカセットに中尾隆聖の名前が書かれていたのを見て、漠然と「そういう仕事があるんだ」と知る。演技をすることも好きだったが、演劇部が中学校になかったこともあり、職業としての声優の夢を抱くようになった。
しかし中学生の頃は元々内気な性格だったため、言い出せず、両親のアドバイスを受けて看護師になろうと考えていた。理系の高校に進学し、高校時代の進路で悩んでいたが、漫画家志望の友人が「私、漫画家になるわ」と夢を恥ずかし気もなく言っていたことに感銘を受けて「実はみんなに言えなかったけど、本当は声優になりたいんだ」と明かし、その後は声優を志す。
代々木アニメーション学院、81プロデュース演技研究所出身。talk backを経てケンユウオフィス所属。

## 人物
声種はアルト。
趣味は絵、小説、お菓子作り、カラオケ。特技は書道、剣道、殺陣、アクション。
好きなアニメは『ドラえもん』で、初代・ジャイアン役のたてかべ和也に憧れていた。生前のたてかべのことは「師匠」と呼んでいた。また同じくケンユウオフィス所属でもあった。
親交の深い人物は高垣彩陽、矢作紗友里、矢部雅史、三戸崇史、代永翼、丹沢晃之など、『ネットゴーストPIPOPA』で共演しているメンバーと仲が良く、ブログにもよく出てくる。

## 出演
太字はメインキャラクター。

### テレビアニメ
2003年
- 人間交差点（きつね顔の女）

2004年
- 学園アリス（加速君）
- 最遊記RELOAD GUNLOCK（女性客）
- ファンタジックチルドレン（タルラント）

2006年
- いぬかみっ!（おばあさん）
- おとぎ銃士 赤ずきん（星野ゆうき）
- 牙 -KIBA-（ノア少年時代）
- 恋する天使アンジェリーク〜心のめざめる時〜（村人）
- 彩雲国物語（縹漣）
- しにがみのバラッド。（中山）
- スーパーロボット大戦OG -ディバイン・ウォーズ-（カチーナ・タラスク）
- BLACK LAGOON（九官鳥、オウム、ソーヤー、子供、ヨシ坊） - 2シリーズ

2007年
- CLAYMORE（子供、少女）
- さぁイコー! たまごっち（くちぱっち）
- シグルイ（奥女中）

2008年
- ネットゴーストPIPOPA（北山コースケ、真知子、アタルン）
- メイプルストーリー（セロ）
- 我が家のお稲荷さま。（おばさん）

2009年
- 青い文学シリーズ「桜の森の満開の下」（女房F）
- 銀魂（2009年 - 2017年、坂田銀時〈少年時代〉、百華A） - 4シリーズ
- 地獄少女 三鼎（及川の妻）
- 蒼天航路（劉協）
- たまごっち!（2009年 - 2015年、くちぱっち） - 4シリーズ

2010年
- スーパーロボット大戦OG -ジ・インスペクター-（カチーナ・タラスク）

2012年
- あらしのよるに 〜ひみつのともだち〜（ロッサ）

2017年
- Dies irae（2017年 - 2018年、エレオノーレ・フォン・ヴィッテンブルグ、藤井蓮〈少年〉） - 2シリーズ

2018年
- ドラえもん（テレビ朝日版第2期）（2018年 - 2024年、孫悟空、空缶、はる夫、老婆、おばさん）

2019年
- スター☆トゥインクルプリキュア（男の子）

### 劇場アニメ
- 劇場版 遙かなる時空の中で 舞一夜（2006年、町人）
- えいがでとーじょー! たまごっち ドキドキ! うちゅーのまいごっち!?（2007年、くちぱっち）
- 鉄人28号 白昼の残月（2007年）
- 映画! たまごっち うちゅーいちハッピーな物語!?（2008年、くちぱっち）
- TRIGUN Badlands Rumble（2010年）
- 映画 たまごっち ヒミツのおとどけ大作戦! （2017年、くちぱっち）
- 映画ドラえもん のび太の月面探査記 （2019年、はる夫）
- 映画ドラえもん のび太の新恐竜 （2020年、はる夫）
- 映画ドラえもん のび太の地球交響楽（2024年、はる夫）

### OVA
- 劇場版銀魂予告 〜白夜叉降誕〜（2008年、坂田銀時〈少年時代〉）
- BLACK LAGOON Roberta's Blood Trail（2010年、ソーヤー）

### 教育アニメ
- ミドリちゃんとリサイくるくるショッピング（エコワン）
- 心のキャッチボール（幼少期の文也）
- きずだらけのリンゴ（ゲンタ）

### ゲーム
2007年
- スーパーロボット大戦OG ORIGINAL GENERATIONS（カチーナ・タラスク）
- スーパーロボット大戦OG外伝（カチーナ・タラスク）

2008年
- リアルロデ（テオ）

2009年
- たまごっちのなりきりチャンネル（くちぱっち）

2010年
- カードでちゃくしん!たまごっち!（くちぱっち）
- たまごっちのなりきりチャレンジ（くちぱっち）

2011年
- たまごっちコレクション（くちぱっち）

2012年
- 第2次スーパーロボット大戦OG（カチーナ・タラスク）
- Dies irae 〜Amantes amentes〜（エレオノーレ・フォン・ヴィッテンブルク）

2013年
- 神咒神威神楽 曙之光（御門龍明）
- スーパーロボット大戦OG INFINITE BATTLE（カチーナ・タラスク）
- たまごっち!せーしゅんのドリームスクール（くちぱっち）

2016年
- スーパーロボット大戦OG ムーン・デュエラーズ（カチーナ・タラスク）
- Dies irae 〜Interview with Kaziklu Bey〜（エレオノーレ・フォン・ヴィッテンブルク）

2018年
- 銀魂乱舞（坂田銀時〈少年時代〉）

2022年
- 共闘ことばRPG コトダマン（坂田銀時〈松下村塾〉）

2023年
- ファイアーエムブレム ヒーローズ（エリウッド〈幼少期〉）
- Fate/Samurai Remnant（エイキチ、子供 活発）

### ドラマCD
- 教師も色々あるわけで（男生徒1）
- さあ 恋に落ちたまえ 2（児童1）
- Simple Tone（園長）
- DOUBLE CALL VI -放物線の彼方3-（慎吾）
- Don't Worry Mama（吉原タエ）

### 吹き替え
- ER XII 緊急救命室（オスマン〈アモン・キビ〉） #15
- ウォルト・ディズニーのサンタクローズ3/クリスマス大決戦!
- コールドケース4 #21

### 実写映画
- ヤッターマン

### CM
- たまごっちのピチピチおみせっち（くちぱっち）

### シリーズ一覧
1. ↑  第1期（2006年）、第2期『The Second Barrage』（2006年）
2. ↑  第1期（2009年）、第2期『銀魂’』（2011年）、第2期延長戦『銀魂’延長戦』（2012年）、第3期『銀魂ﾟ』（2016年）、第4期『銀魂.』（2017年）
3. ↑  第1期（2009年 - 2012年）、第2期『ゆめキラドリーム』（2012年 - 2013年）、第3期『みらくるフレンズ』（2013年 - 2014年）、第4期『GO-GO たまごっち!』（2014年 - 2015年）
4. ↑  第1期（2017年）、第2期『To the ring reincarnation』（2018年）